# Кяхтинский листок
«Кя́хтинский листо́к» — первая печатная газета в Забайкалье, вышедшая 3 (15) мая 1862 года в городе Кяхте. Освещала события и проблемы местной жизни, вопросы торговли с Китаем.

## История

### Основание газеты
В конце 1860 года кяхтинский градоначальник А. И. Деспот-Зенович начал ходатайствовать в столице о разрешении на выпуск газеты. После длительной переписки между Сибирским комитетом и главным управлением цензуры 21 декабря 1861 года было получено «высочайшее соизволение» учителю русского языка Троицкосавского уездного училища П. С. Андруцкому издавать в Кяхте еженедельную газету под названием «Кяхтинский листок». Цензурирование было возложено на кяхтинского градоначальника.
Первый номер «Кяхтинского листка» вышел 3 мая 1862 года на десяти страницах в две колонки. В составлении первого номера, кроме Андруцкого, большое участие приняли чиновник канцелярии градоначальства Мерцалов и сам градоначальник Деспот-Зенович. Скорее всего, ему принадлежит передовая статья, в которой подчеркивается важность развития торговых сношений с Монголией.
Вот что о выходе «Листка» написал декабрист М. А. Бестужев своей сестре Елене: «…Третьего мая мы приветствовали новорождённое дитя — 1-й „Кяхтинский листок“, явившийся поутру на свет божий. Между общими желаниями присутствующих я выразил своё желание, чтобы ребёнок был воспитан без пелёнок… Все с любопытством его рассматривали. Ничего… Парнишка здоровый, опрятный, с замечательною физиономиею, и уже царапается».
По свидетельству краеведа П. И. Першина, «…этому изданию обрадовались точно светлому Христову воскресению и всеми мерами ему способствовали: собирали для него сведения, писали статьи, вербовали подписчиков. Явилась местная обличительная литература, всполошившая весь чиновничий мир…».
Газета печаталась в Кяхтинской общественной типографии,основаной в 1860 году при участии и помощи купцов А. М. Лушникова и Н. М. Игумнова.
Газета выходила по четвергам тетрадками по 6—12 страниц, с приложением еженедельных сведений о вывозе чая. В заголовке указывалась подписная цена: с доставкой на дом во все города — 5 рублей, а за приложения полагалось доплатить ещё 2 рубля.
В первых номерах «Кяхтинского листка» обличалось корыстолюбие купечества и священнослужителей, освещалось тяжелое положение русских поселенцев в селениях Кудара, Ивановское, Хамнигадай, Малая Кудара. В корреспонденции, опубликованной 12 июня 1862 года, говорилось о том, что в Нерчинском крае обитает до 30 тысяч бурят и тунгусов; что они разводят крупный рогатый скот, овец, лошадей и верблюдов, всегда гостеприимно встречают путешественников.
В шестом номере «Листка» на 4—6 страницах была помещена статья М. А. Бестужева в форме письма сестре Елене, в которой приводилось много фактов о культуре и быте забайкальцев начала 60-х годов XIX века, когда в кружках передовой молодёжи можно было услышать «смелые суждения и жаркие споры». Бестужев описывал жестокие нравы местных богатеев и бескультурье простого народа, засилье царских чиновников и, предугадывая будущее края, писал о богатстве недр, о талантливых народных умельцах.
Статья Бестужева и другие публикации вызывали большой резонанс среди чиновников, священнослужителей, купцов. В редакцию хлынул поток нападок, в которых «пострадавшие» не стеснялись в выражениях. Сотрудники газеты как могли отбивались от претензий самодуров, приглашали читателей к полемике. Председательствовавший в Совете главного управления Восточной Сибири генерал Е. М. Жуковский сделал замечание цензору газеты Деспот-Зеновичу за разрешение к печати письма Бестужева и других «вольных» статей.
Постепенно острая публицистика в газете стала вытесняться торговой информацией и рядовыми, подчас малозначительными, публикациями. П. С. Андруцкий, не располагая необходимыми материальными средствами, пытался сохранить газету, приспосабливаясь к коммерческим запросам и повседневным интересам кяхтинского купечества.

### Закрытие газеты
В августе 1862 года П. С. Андруцкий внезапно скончался. Извещая об этом в № 16 «Листка», сотрудники газеты уведомили о предстоящем прекращении издания. Оставшиеся в редакции материалы предназначались для публикации в двух заключительных номерах. Последний, 18-й, номер газеты вышел 10 сентября и был подписан В. Мерцаловым.
По поводу смерти Андруцкого и прекращения выпуска «Кяхтинского листка» Деспот-Зенович писал декабристу Д. И. Завалишину: «Никто так не сочувствует этому горю, как я; столько хлопот стало мне вымолить разрешение газеты после двухлетней переписки».
После закрытия «Кяхтинского листка» в течение 35 лет Кяхта оставалась без газеты. И только 1 июня 1897 года в Кяхте стала выходить частная газета «Байкал», которую издавал И. В. Багашев.
Сейчас «Кяхтинский листок» — большая библиографическая редкость. Подшивки первой забайкальской газеты можно найти в отделах редких книг Кяхтинского краеведческого музея и Национальной библиотеки Бурятии.

## Редакция газеты
Первый редактор — учитель русского языка и краевед Пётр Саввич Андруцкий. Неофициальный редактор и корреспондент — градоначальник Кяхты А. И. Деспот-Зенович. Редактором трёх последних выпусков газеты был В. И. Мерцалов.
В выпуске газеты участвовали около 20 человек из Китая, Монголии и российских городов (Иркутск, Нерчинск, Канск, Селенгинск). Среди авторов — краеведы М. А. Зензинов, П. И. Першин, врач П. А. Кельберг, писатель Д. И. Стахеев, художник Л. С. Игорев, декабрист М. А. Бестужев, агенты кяхтинского купечества в Ханькоу, Тяньцзине, Шанхае, Пекине, Калгане — И. Нерпин, Н. Иванов, И. Сабашников, Н. Головкин и другие.

## Разделы газеты
- Правительственные и административные распоряжения
- Местное обозрение
- Торговля и промышленность
- Сведения о Китае
- Разное